# Most Erasmus
Most Erasmus (nizozemsko: Erasmusbrug) je kombiniran most s poševnimi zategami in dvižni most v središču Rotterdama, ki povezuje severni in južni del tega mesta, drugega največjega na Nizozemskem. Most je bil poimenovan po Desideriusu Erasmusu, vidnem krščanskem renesančnem humanistu.
802 metrov dolg most Nieuwe Maas (novo Meuso) je zasnoval Ben van Berkel in je bil končan v letu 1996. Del mostu s poševnimi zategami ima en 139-metrov visok asimetričen bel pilon z vidno horizontalno bazo, kar mu je dalo vzdevek "Labod".
Najjužnejši razpon mostu predstavlja 89-metrov dolg dvižni most za ladje, ki ne morejo pod mostom. Dvižni most je največji in najtežji v zahodni Evropi in ima največjo ploščo take vrste na svetu.
Most je stal več kot 165 milijonov evrov. Uradno ga je odprla kraljica Beatrix, 6. septembra 1996.  
Kmalu po odprtju za promet oktobra 1996 je bilo ugotovljeno, da bi most zanihal v posebno močnih vetrovnih razmerah . Če so želeli zmanjšati tresenje, so morali namestit močnejše 

## Uporaba in dogodki
Most je bil pokazan v letu 1998 izdelanem filmu Jackie Chana Who Am I?. Leta 2005 je več letal letela pod mostom kot del Red Bull Air Race. Most je tudi del Wereldhavendagen (svetovni dnevi pristanišč) v Rotterdamu.
Leta 2005 je most služil kot ozadje za nastop DJ Tiësto z naslovom "Tiësto @ The Bridge, Rotterdam". Gasilske ladje so uspešno pokazale škropilne curke vode v zrak pred mostom, ognjemet se izvaja ob mostu, nanj so pritrjene več barvne luči.
Most so prečkali kolesarji med prologom in odpiranjem Tour de France 2010.